# Achim Zeman
Achim Zeman (* 1961 in Stuttgart) ist ein deutscher Maler und Installationskünstler. Er ist bekannt für seine umfassenden Rauminstallationen, die sich über Wände und Fußböden ziehen und die Wahrnehmung herausfordern: „Verunsicherung der Betrachterposition, Irritation des Raumgefühls, Desorientierung – all das sind mögliche Umschreibungen für die Wirkung, die Achim Zeman mit seinen installativen Arbeiten erzielt.“ Der durch Zemans malerische Interventionen veränderte Raum reflektiert nicht nur auf die gesellschaftlich erlebte zunehmende Verunsicherung der letzten Jahre, sondern ermöglicht es den Betrachtern – eben, weil die Irritation mit künstlerischen, ästhetischen Mitteln geschieht – sich überhaupt darauf einzulassen und Verunsicherung und Perspektivenwechsel nicht als bedrohlich, sondern als inspirierend zu erleben.

## Leben
Zeman studierte von 1983 bis 1989 an der Hochschule der bildenden Künste Berlin und war Meisterschüler bei Kuno Gonschior. Durch ihn inspiriert, entdeckte Zeman die Gestaltung von Räumen mit den Mitteln der Malerei als einen Bereich seiner künstlerischen Arbeit. Sein besonderes Interesse gilt dabei räumlichen Installationen in öffentlichen Gebäuden und musealen Räumen. Neben zeitlich begrenzten Installationen wie 2008 im Rheinisches Landesmuseum oder 2009 bei der Gestaltung eines Raumes im Hotel Beethoven in Bonn entwirft und gestaltet er Installationen im Rahmen von internationalen Kunstausstellungen wie in Chicago anlässlich der Art Chicago 2010, und 2011 anlässlich der Art Toronto, (Eingangshalle des Metro Convention Center). Im Concord Park Place in Toronto ist eine dauerhafte Installation von Zeman zu sehen.
1990 erhielt Achim Zeman ein Stipendium der Kunststiftung Baden-Württemberg, im Folgejahr ein Arbeitsstipendium des Landes Berlin. Zeman ist Mitglied im Westdeutschen Künstlerbund. Seit 1992 lebt und arbeitet er in Köln.

## Künstlerisches Werk

### Die Tafelbilder
Zeman arbeitet mit grundlegenden geometrischen Formen wie Linien, Kreisen und Quadraten. Seine Werke stehen in der Tradition der Konkreten Kunst, bei der Linie, Fläche und Farben im Fokus sind. Diese Elemente finden sich nicht nur in seinen Rauminstallationen, sondern auch in seinen Tafelbildern wieder. Er trägt die Farbe nicht etwa auf Leinwände, sondern auf Acrylglasplatten auf, die er zusätzlich mit Lacken bearbeitet und anschleift: „So entstehen Farbflächen, die sich überlappen, je nach Lichteinfall und Standort des Betrachters ihre Wirkung verändern.“ Hier finden sich viele Teilbereiche der Arbeitsweise Zemans komprimiert wieder: die Verwendung geometrischer Formen, Wiederholung als gliedernder Rhythmus der Werke, Schichtungen, Auslassungen und Verschiebungen, die komplexe Bildebenen entstehen lassen, die auf den Betrachter einwirken.

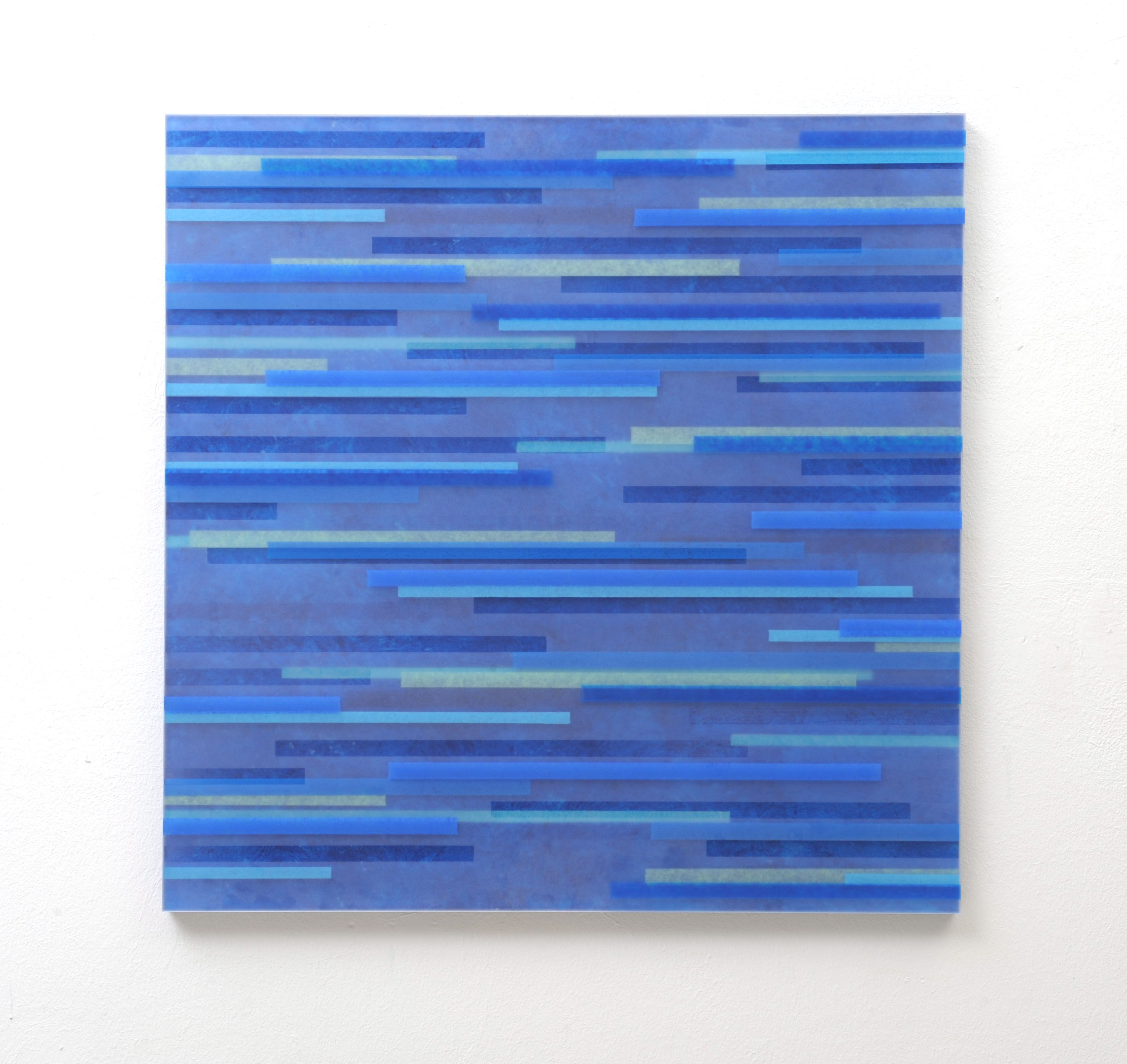
Tafelbild blau, ohne Titel, 2012 Acrylglas, Siebdruckfarbe
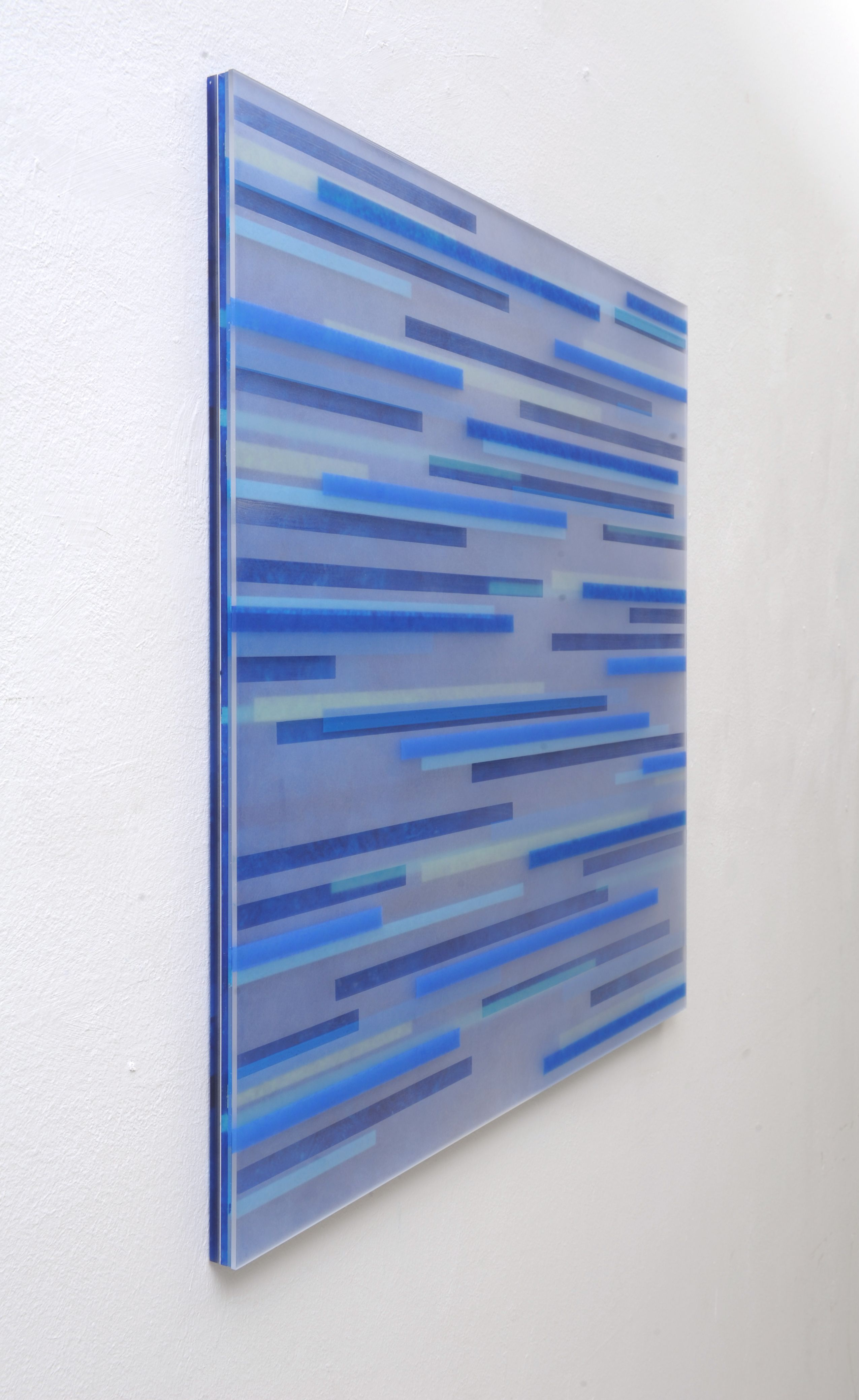
Tafelbild blau, ohne Titel, 2012, Detailansicht 1
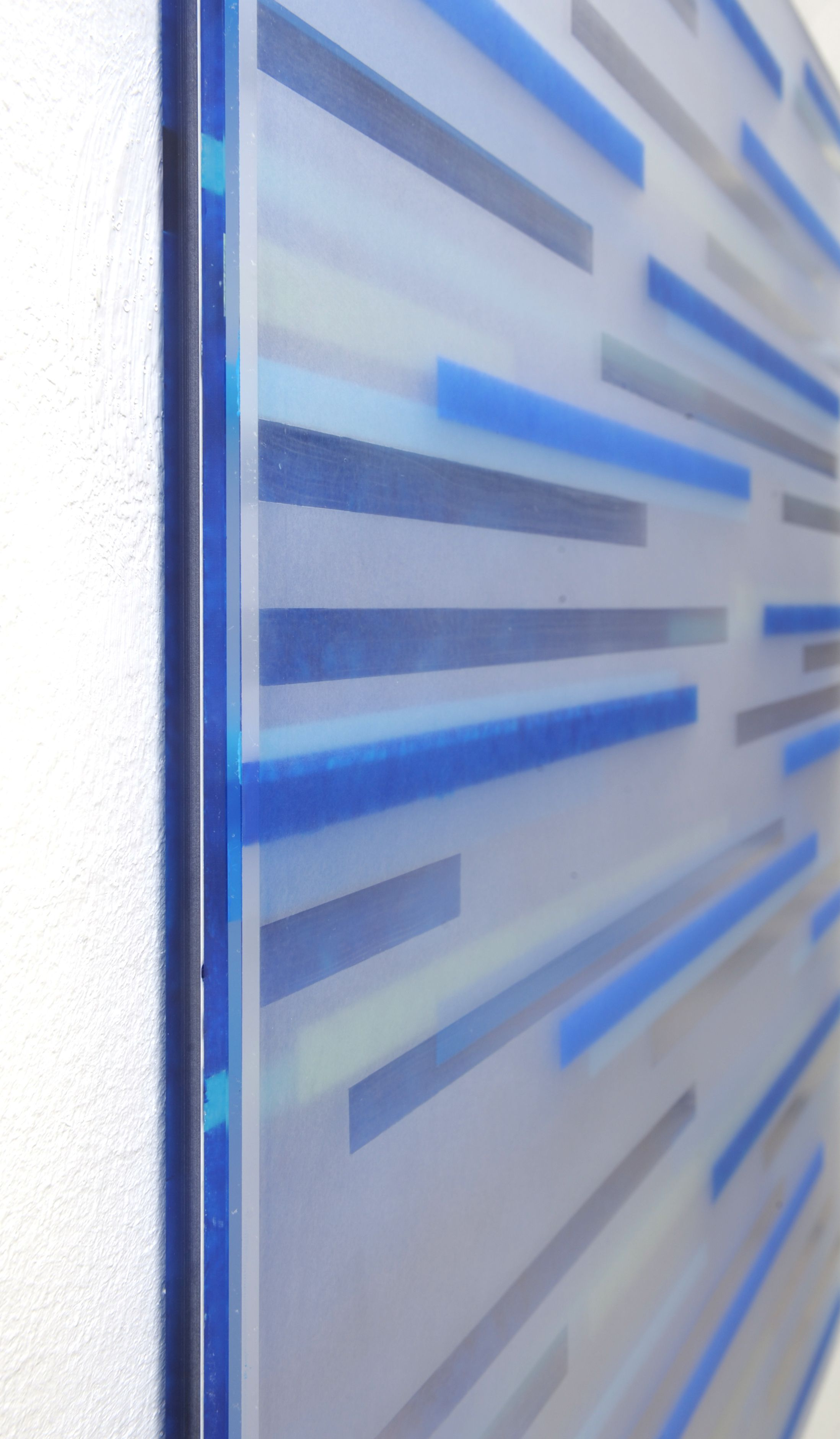
Tafelbild blau, ohne Titel, 2012, Detailansicht 2

### Die Raum-Installationen
Auch bei den Rauminstallationen finden sich die Kernelemente der Arbeit Zemans wieder: Es gibt jeweils ein Grundmodul, das auf den Raum Bezug nimmt und in der Regel aus einer geometrischen Form besteht. Dieses Modul wird rhythmisch wiederholt und gibt dem Raum Struktur. Zugleich lässt Zeman immer den zugrunde liegenden Raum durchscheinen, indem er ihn nicht ganz beklebt, sondern Auslassungen bei der Konzeption seiner räumlichen Konzeptionen berücksichtigt. Für die Inszenierung „Fluten“ im Kunstmuseum Heidenheim, das sich in den Räumen einer ehemaligen Schwimmhalle mit Arkadenbögen befindet, beflockte Zeman den Boden und die Wände des Raumes mit wellenförmigen blauen Elementen. Auch hier lässt er die Wand selbst weiterhin Durchscheinen. Sie wird von einer geschlossenen Fläche zu einem durchscheinenden Raum, einer diaphanen Struktur.
Zeman sieht sich primär als Maler, der mit den Mitteln der Malerei Räume verfremdet und positioniert. So berücksichtigt er bei der Entwicklung der Inszenierungen immer auch die räumlichen Gegebenheiten wie etwa Lichteinfall, der die Farben verändert. Er arbeitet bewusst auch mit der subtraktiven Farbmischung, welche die Farben in der Wahrnehmung der Besucher vor Ort verändert. In der Installation „Grünstreifen“ (2007) im Neuen Kölner Kunstverein erscheinen zum Beispiel in der optischen Wahrnehmung zwischen den roten und grünen horizontalen Folienstreifen gelbe Streifen, obwohl sie nicht aufgeklebt wurden.
Bevor Zeman das Konzept für eine Installation erstellt, besucht er den Ort des Geschehens wiederholt, macht Fotos, vermisst den Raum und informiert sich über die jeweilige Geschichte des Raumes. Nach ersten Probezeichnungen erarbeitet er die endgültige Fassung am Computer. Je nach Material, das er für seine Raumgestaltungen verwendet, werden dann adhäsive Folien erstellt, die später in den Räumen platziert werden.
Dies ist nicht nur eine zeitliche, sondern auch eine körperliche Belastung: Für die Arbeit „Fly High“ (2015) im Kunstverein Oerlinghausen, dessen Ausstellungsraum sich in einer alten Synagoge befindet, gestaltete er die Kuppel des Hauses mit seiner Installation und musste ständig mit dem Kopf im Nacken arbeiten. Bei manchen Installationen wie beim „Sehfest“ (2008) im Rheinischem Landesmuseum Bonn war er tagelang mit dem Anbringen der farbigen und fluoreszierenden Folienteilen beschäftigt, die das Auge massiv belasten. Wie exakt Zeman vorplant, wird auch an seiner Arbeit im Portikus in Bochum 2010 sichtbar. Dort verklebte er rund 4500 Folien-Teile nach einem exakten Bauplan.
In den meisten seiner räumlichen Arbeiten bezieht Zeman auch die jeweilige Historie eines Raumes, seine frühere Nutzung oder seine Position in einer Stadt in seine Konzepte ein. So gestaltete er für das Wandbild in der „Weststraße 3“ in Radevormwald ein Werk, das sich an der Schieferoptik der Stadt orientiert: „Zunächst habe ich geschaut, welche Farben hier vorherrschen: grün, weiß, grau. Dann stand schnell fest, dass ich die Wand in Bewegung bringen möchte“. „In Motion“ heißt die Arbeit, bei der er 60 Quadratmeter Fläche frei gestalten konnte, die als Kunstwerk im öffentlichen Raum dauerhaft erhalten blieb.
Wiederholt wurde Zeman in der Villa Zanders in Bergisch Gladbach tätig: „Zeiträume“ (2000), „Horizonte“ (2006) und „Nah und Fern“ (ebenfalls 2006) waren die Titel dieser räumlichen Inszenierungen. In diesen Ausstellungen verwendete er zum Teil nicht nur geometrische Formen, sondern auch auf Binärcode basierende Darstellungen. In „Zeiträume“ wurde ein in mehreren Zeilen angeordneter Strichcode – bestehend aus Punkten und Strichen, die auf dem Binärcode basieren – Teil einer umlaufenden Wandinszenierung. Die Darstellung gab einen codierten Text über das Thema „Zeit“ wieder.
Für „Horizonte“ entwickelte er eine Installation mit dem Titel „Zerstreut“. Sie greift als Grundmodul seiner Arbeit das vorhandene Parkett im ersten Stock der Villa (dem räumlichen Beginn der Ausstellung) auf und gestaltet analog zu einem Parkettstab blaue Folienelemente, mit denen er den Boden beklebt.
Für das Eisstadion Köln bemalte Zeman die Eisfläche mit so genannten Spurbildern, kreisförmige Bewegungen in verschiedenen Farben. Die Installation hatte den Namen „Kreislauf“. Diese Bilder sind graphische Darstellungen der Figuren beim Eistanzen, die den Ausführenden angeben, wie die Tänze zu skaten sind. Zeman malte die Farben auf die Eisfläche, die danach mit weiteren Schichten gefrorenen Wassers bedeckt wurden.

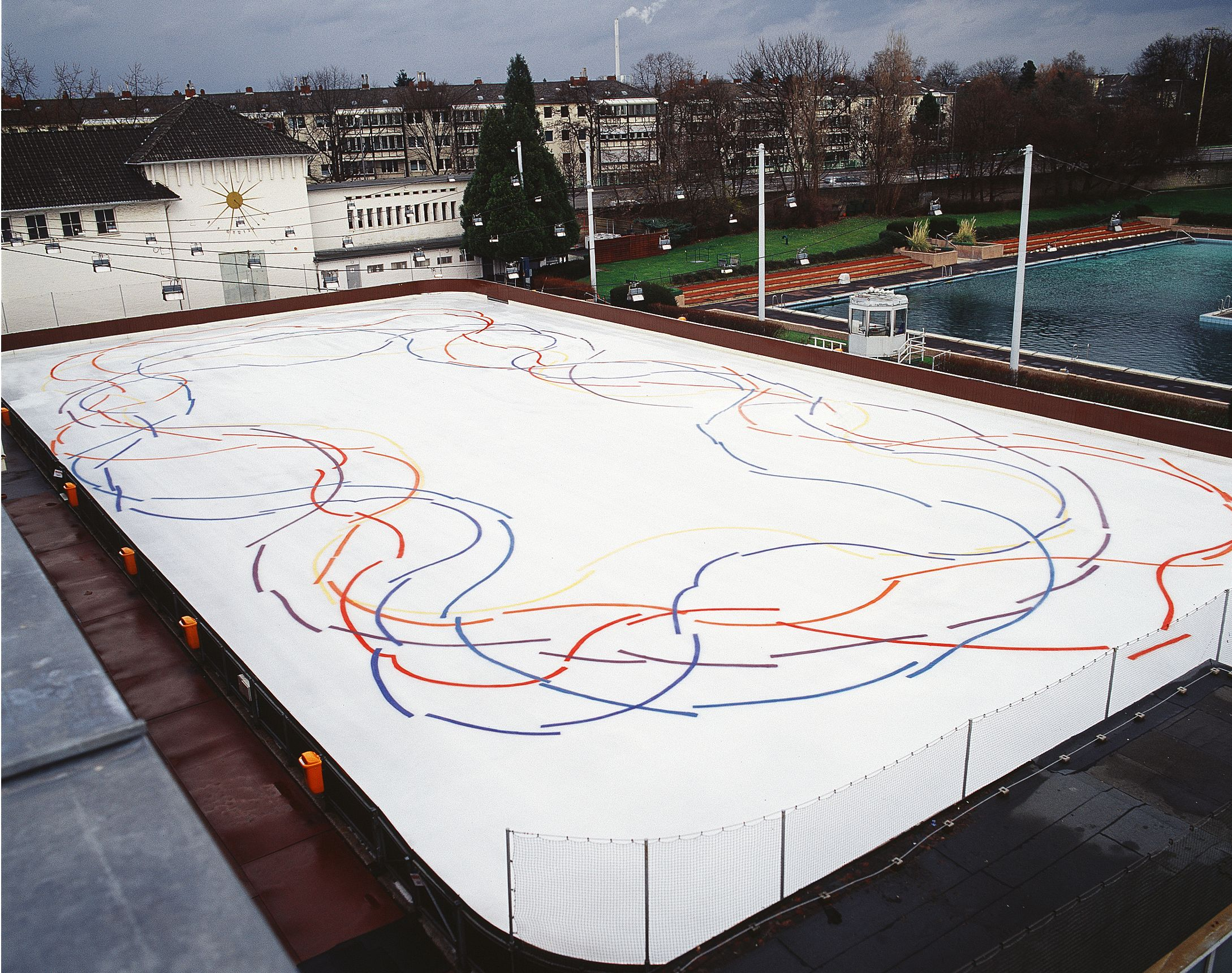
Eisstadion Köln, 2012
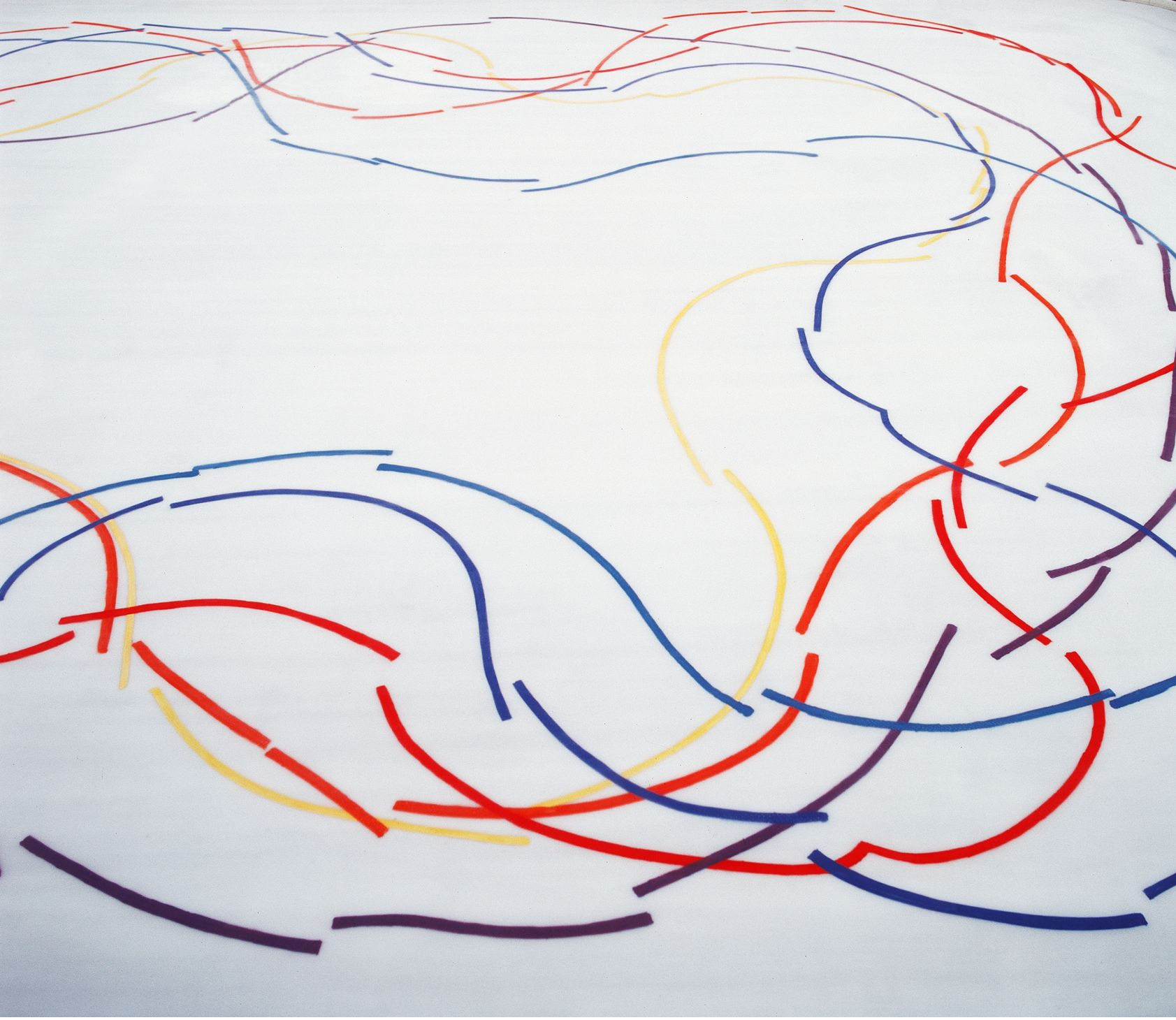
Eisstadion Köln, 2012, Detail
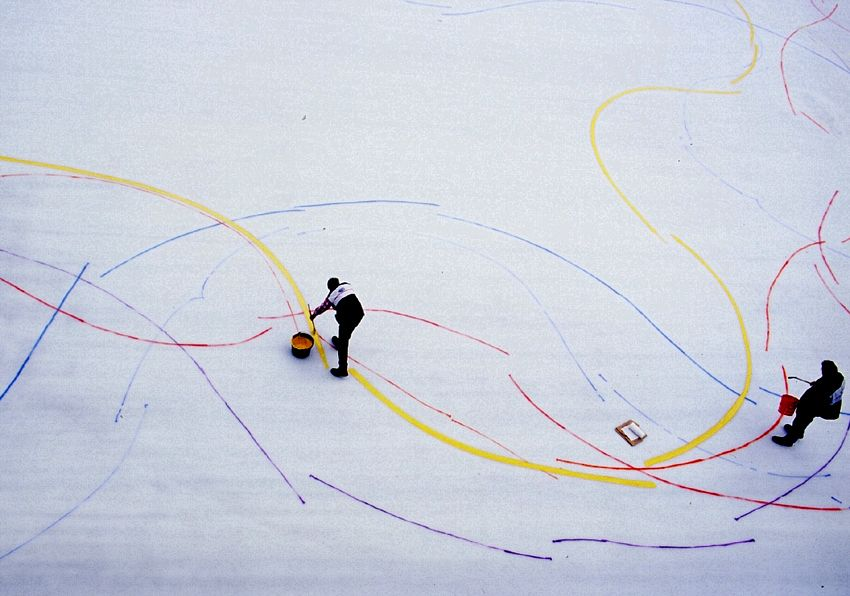
Eisstadion Köln, 2012, Das Aufbringen der Farbe

### Das Fluten und Strudeln
Zeman vermisst die Räume seiner Installationen, um danach seine Arbeiten konkret so planen zu können, dass er in dem jeweiligen Raum eine verzerrte Perspektive, Dehnung oder Zusammenziehung Gestalt werden lassen kann, die zusammen mit der Auswahl des Materials – Klebefolie, Farbe oder die elektromagnetisch aufgetragene Beflockung – auf alle Sinne des Betrachters einwirken kann.
So hat er für die Ausstellung „Durch und Durch“ (2003) im Ludwig Forum für Internationale Kunst in Aachen als Grundmodul das zu den Maßen des Raumes passende Rechteck gewählt, dies jedoch gleichzeitig in der Ausführung der gesamten Installation kontinuierlich so variiert, dass es zu den von ihm erwünschten Raumverzerrungen kommen konnte. Auch breiten sich seine Rauminstallationen oft über den gesamten Raum aus, umfassen nicht nur die Wand oder die Böden, sondern setzen sich überall fort, wodurch der Eindruck eines regelrechten Flutens oder Strömens im Raum entsteht.
Zeman bezieht sich oft entweder indirekt oder direkt auf das Element Wasser. Viele seiner räumlichen Konzepte finden in ehemaligen dem Wasser zugeordneten Räumlichkeiten statt, wie im Portikus, im Kunstmuseum Heidenheim, das ursprünglich als Schwimmbad genutzt wurde, oder auch bei der Installation im Kunstbad Keitum im Jahr 2005. Für die Kunstinstallation 2004 in den ehemaligen „Watertoren“ (Wasserturm) der Stadt Vlissingen arbeitete er mit diagonal angebrachten Streifen, die in unterschiedlich hellen und dunklen Blautönen gehalten waren: „Dadurch sieht es so aus, als seien einige der Streifen weiter entfernt als andere. Dem Betrachter wird das Gleichgewicht genommen.“

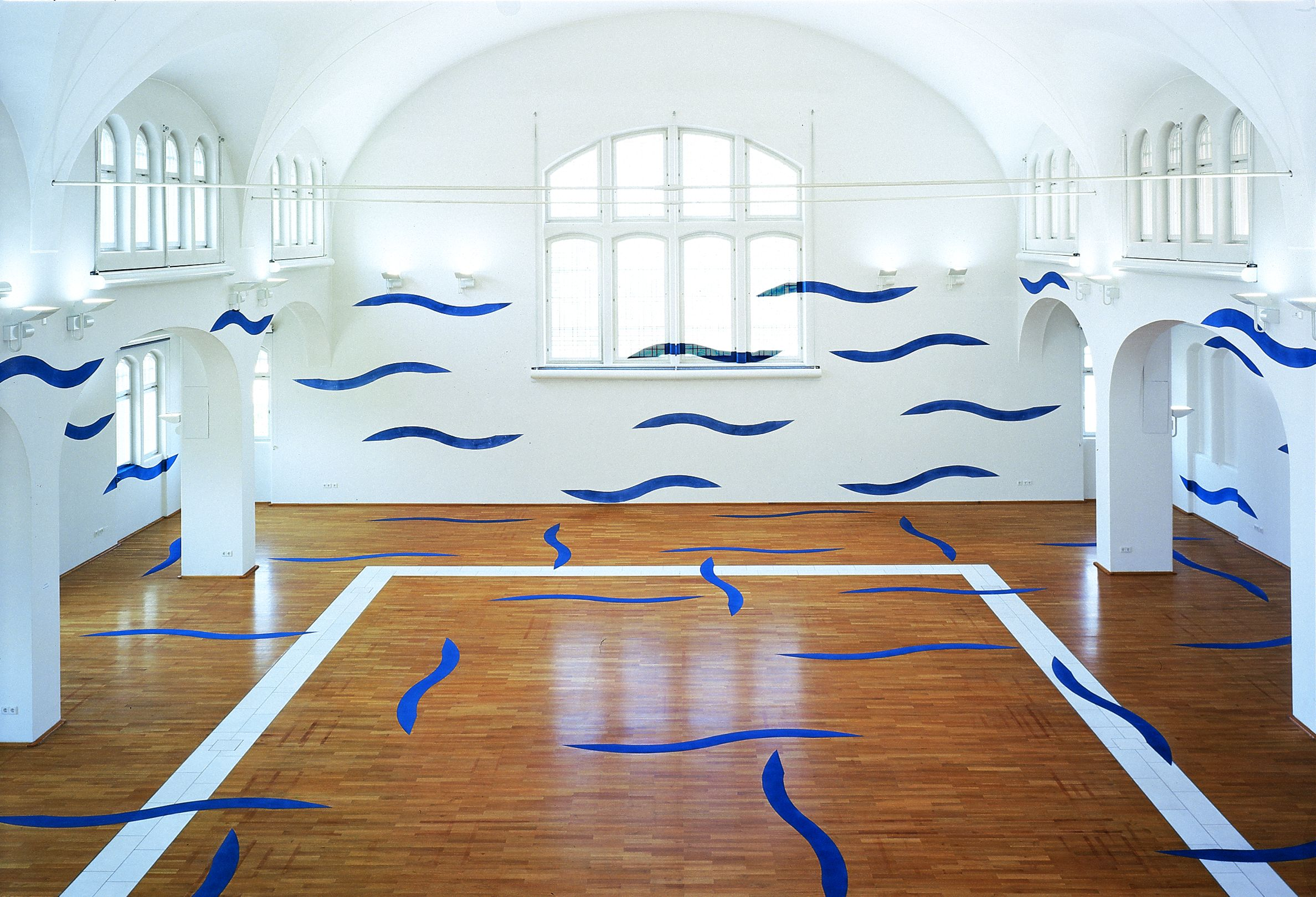
Installation Fluten, Kunstmuseum Heidenheim 1998
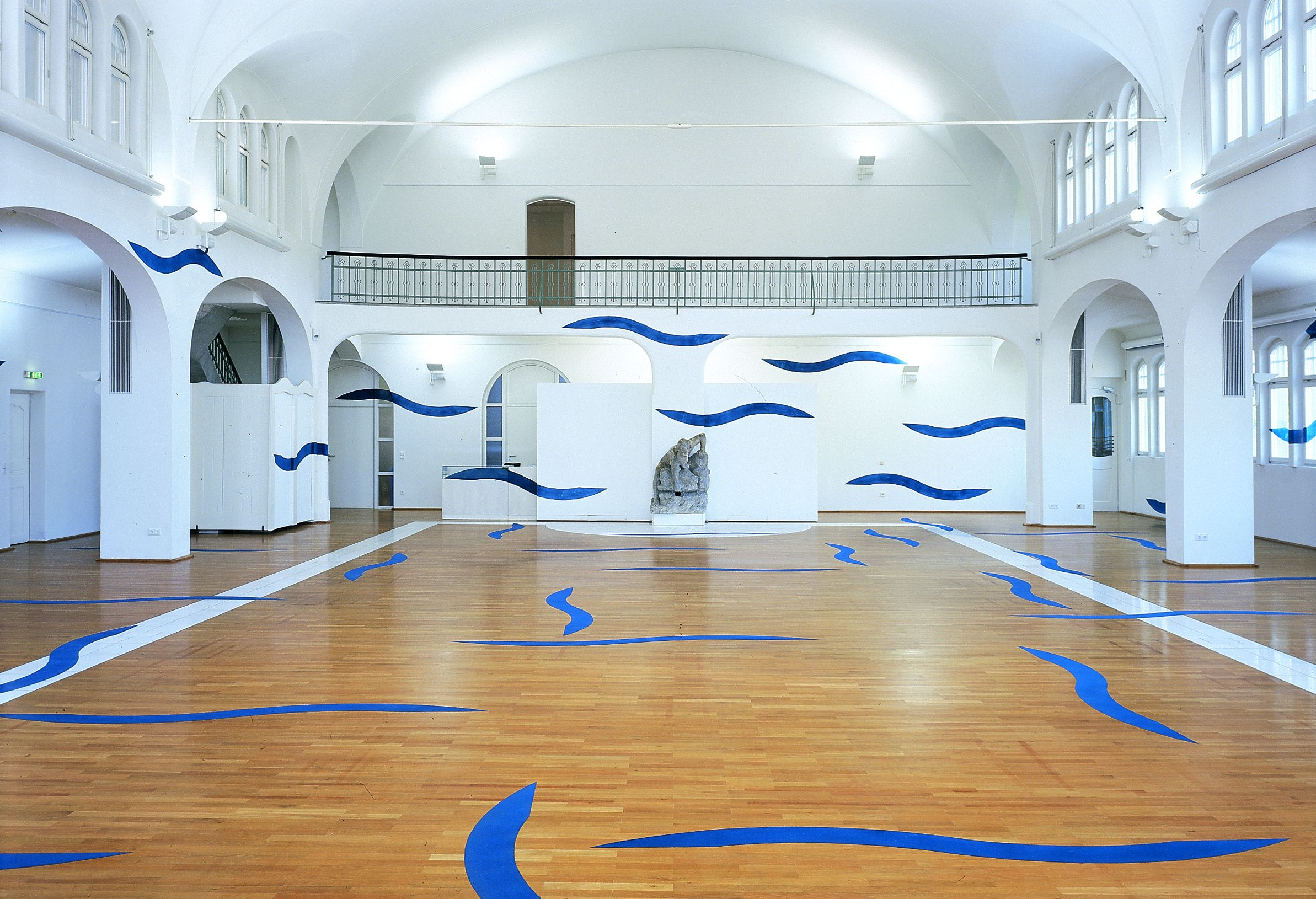
Installation Fluten, Kunstmuseum Heidenheim 1998, Detailansicht 1
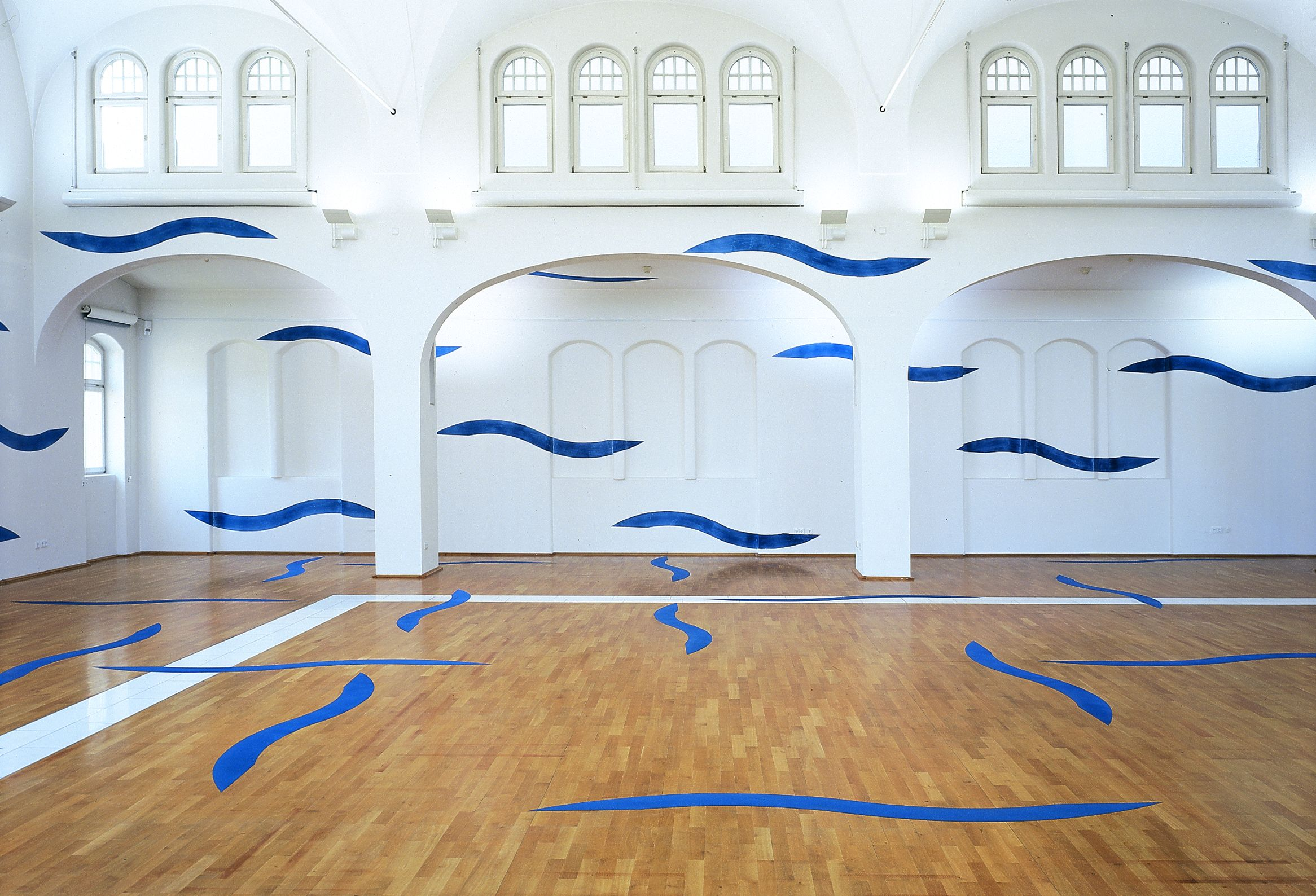
Installation Fluten, Kunstmuseum Heidenheim 1998, Detailansicht 2

### Wirkung der Raum-Installationen
Die Möglichkeit, dem Besucher durch die jeweilige Anordnung der künstlerischen Mittel ein Bewusstsein für die Wahrnehmungsprozesse an sich vermitteln zu können, fasziniert den Künstler. In fast allen seinen räumlichen Installationen ist der Besucher immer Teil der Versuchsanordnung und ist ihm ein überblickartiger Standpunkt unmöglich. Dadurch steht der Betrachter nicht mehr als getrennte Einheit vor einem Werk, das an der Wand hängt, sondern er wird Teil der Installation, die Kunst wird als „begehbares Bild“ durch die eigene Körperlichkeit erfahren. Für die Raum-Ausstellung „Laylines“ (2013) in der Galerie Lausberg hat Zeman verschiedene Markierungslinien, so genannte Laylines auf Boden, Decken und Wänden platziert, die zu einem multiperspektivischen Gesamtkunstwerk verschmolzen. Sie sollten den Besucher in den Raum hineinziehen und über den Raum hinausführen. Auch hier ist der Besucher also indirekt schon Teil der Installation.

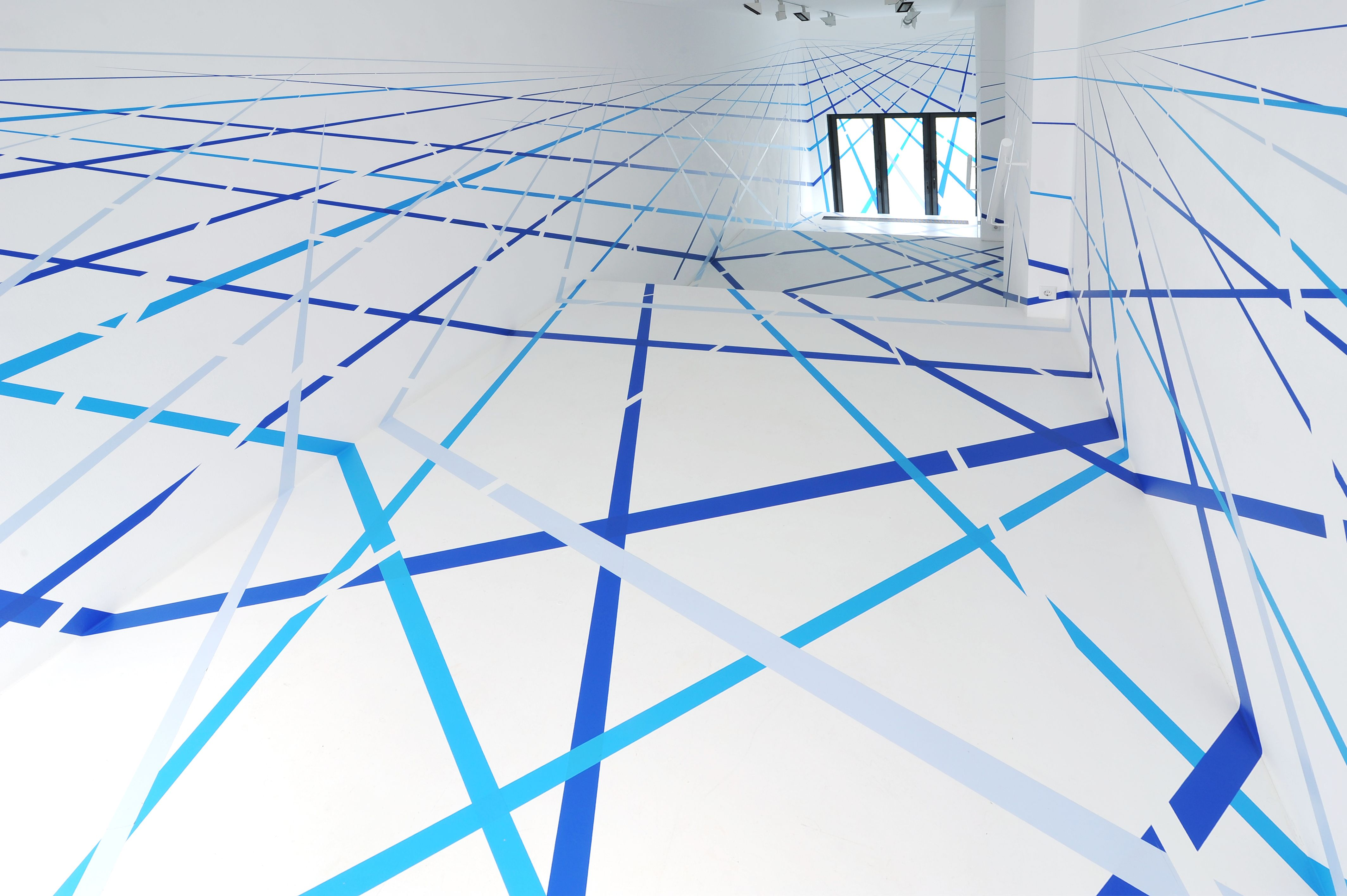
Galerie Lausberg, Laylines, 2013
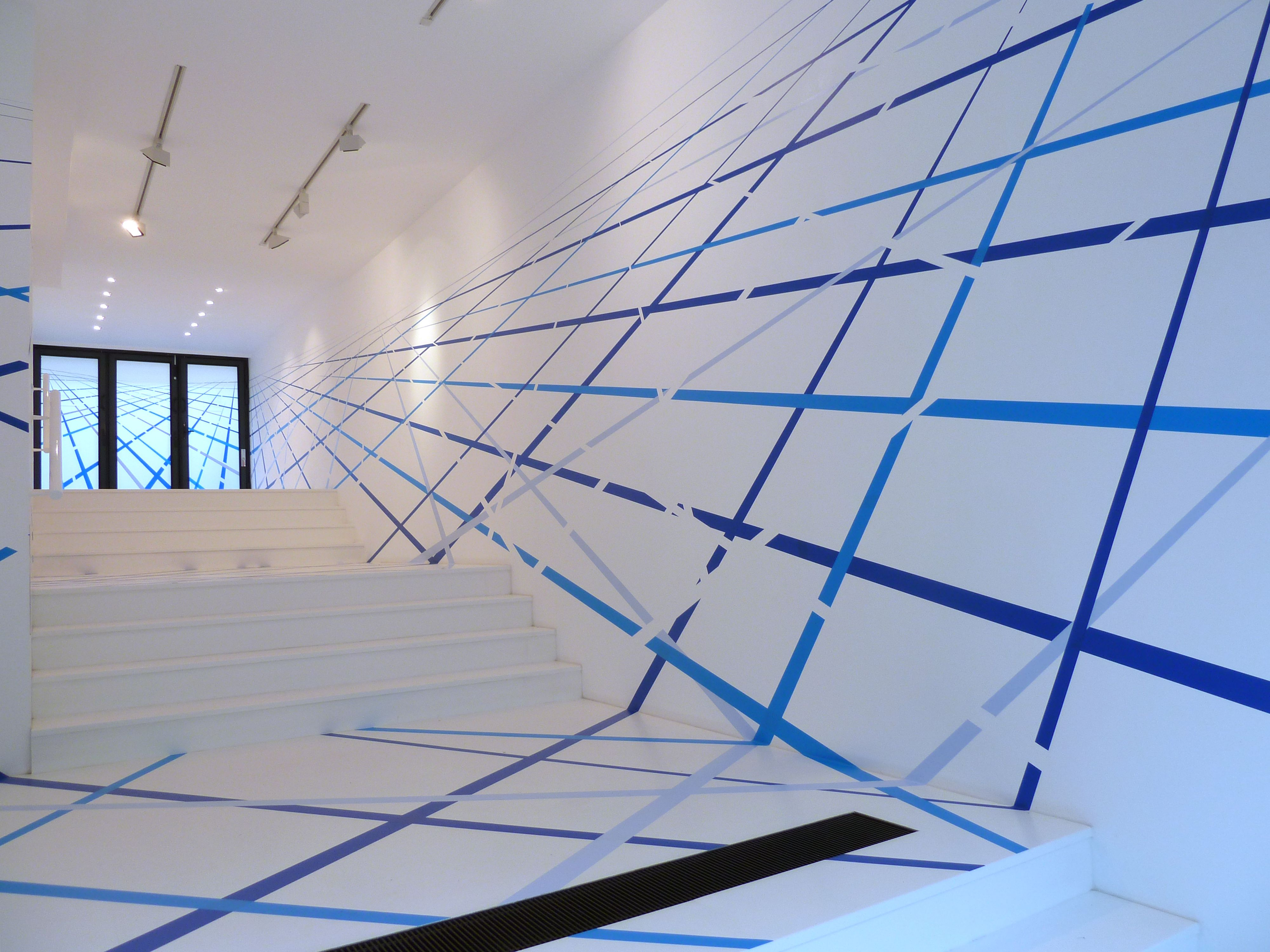
Galerie Lausberg, Laylines, 2013, Detailansicht 1
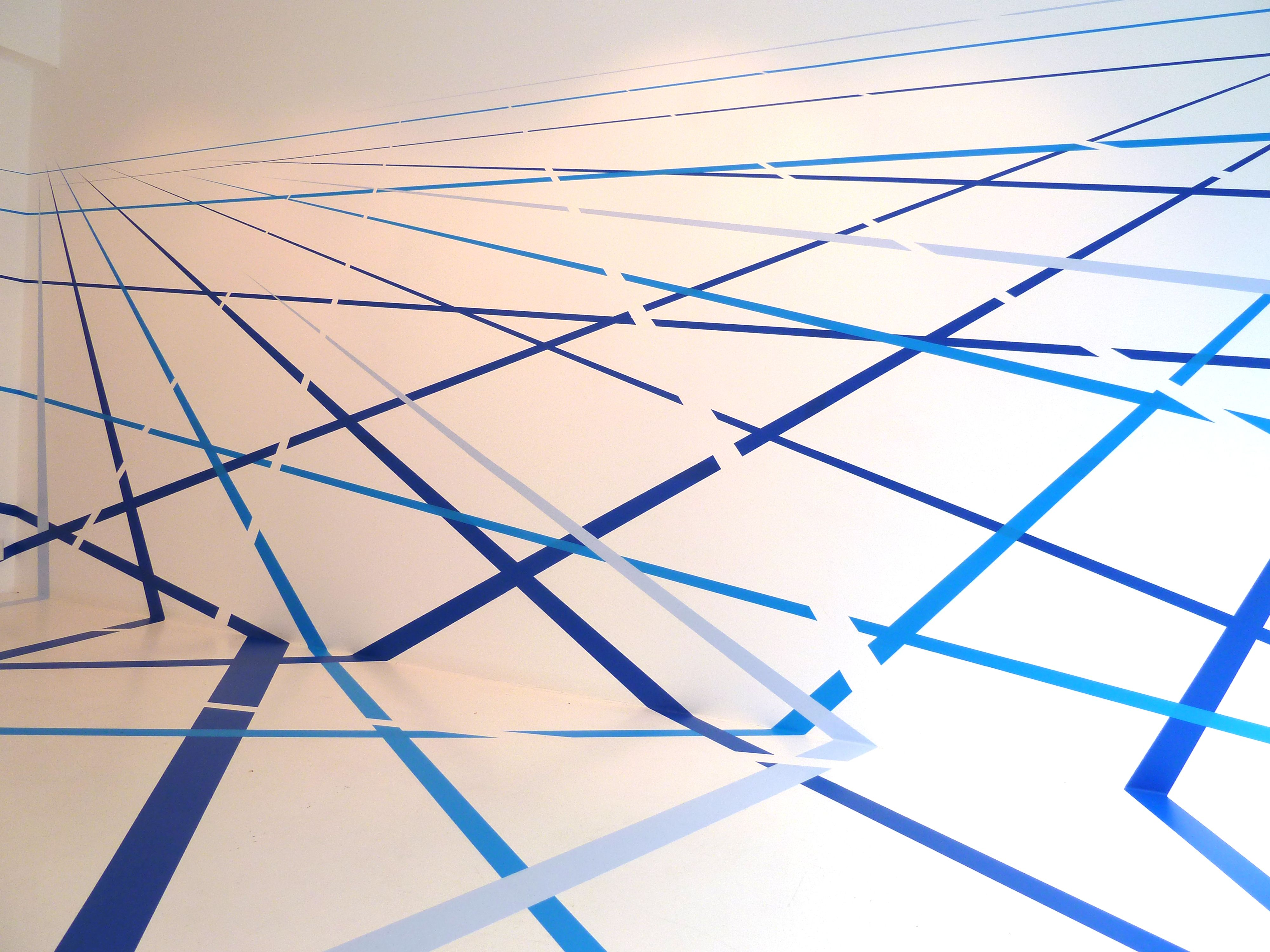
Galerie Lausberg, Laylines, 2013, Detailansicht 2

Durch die Rhythmisierung des Raumes mittels wiederkehrender Grundmodule, durch die mathematisch genaue Berechnung der notwendigen Abweichungen vom rechten Winkel, damit eine Installation eine Sogwirkung beim Betrachter entfalten kann, und durch die genau vorab festgelegte Farbgestaltung, ist es dem Künstler möglich, die Betrachter mit all ihren Sinnen anzusprechen und die räumliche Erfahrung auch zu einer seelischen zu machen. Menschen nehmen den Raum und die notwendige Orientierung im Raum durch den Körper vermittelt wahr, dabei entwickelt sich der Raumsinn wesentlich durch die aktive Bewegung durch einen Raum. Indem Zeman den Betrachter in ein „begehbares Bild“ platziert, ihn zum Teil der Installation macht und ihm gleichzeitig damit die Position eines Gesamtüberblicks verunmöglicht, versetzt er ihn in eine Irritation, die zum Nachdenken über die Komponenten der eigenen Wahrnehmung anregen. Anlässlich der Ausstellung „Sichtbar“ in den Städtischen Bühnen Münster (2002) beschreibt ein Rezensent die Wirkungen serieller Wiederholungen und der Inszenierung Zemans als die „ureigenste menschliche Angst vor der Entgrenzung im Raum“ als deren Folgen.

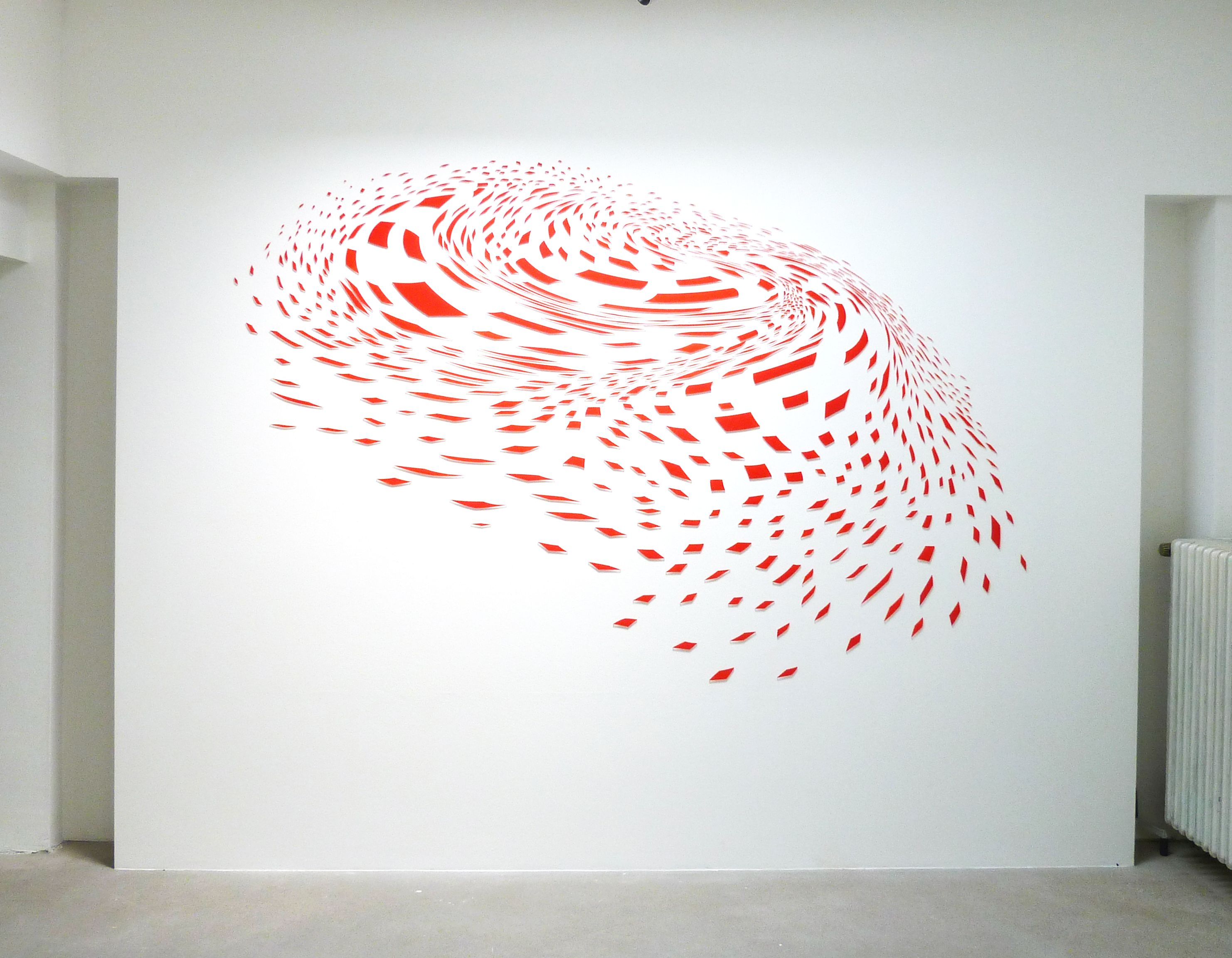
Wandbild Swirl, 2013, Acrylglas, Siebdruckfarbe
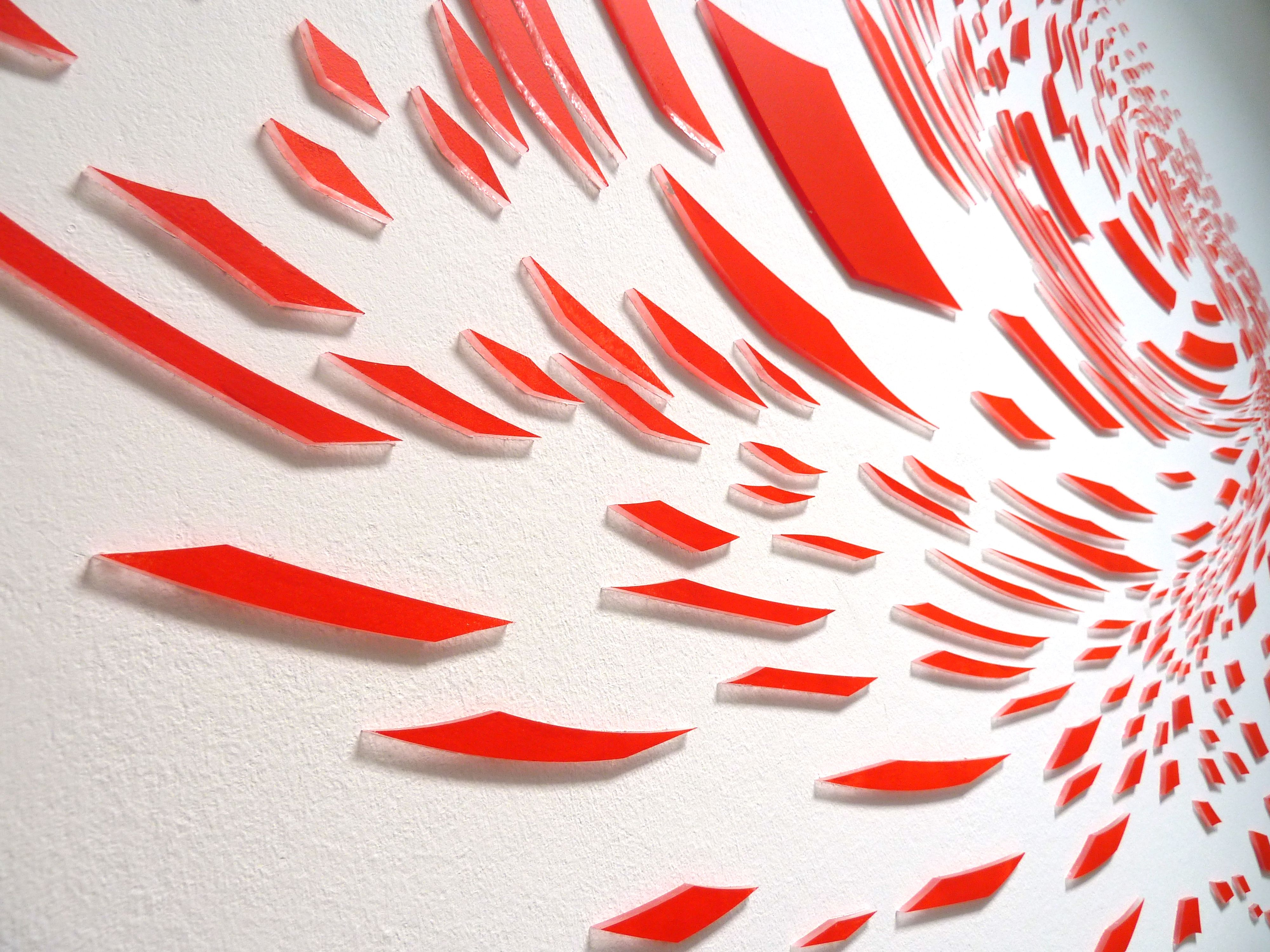
Wandbild Swirl, 2013, Detailansicht 1
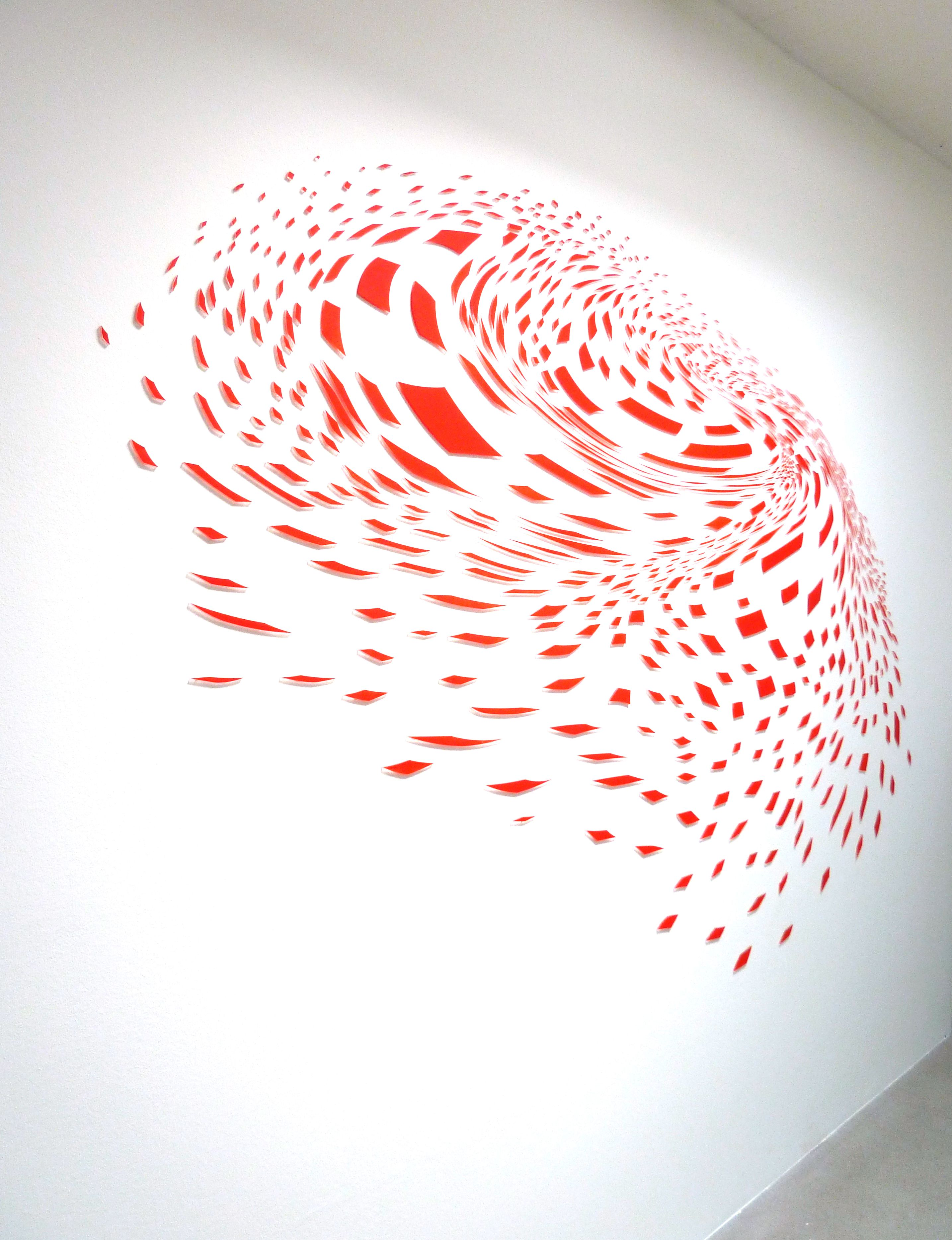
Wandbild Swirl, 2013, Detailansicht 2

Für die Ausstellung „Sehfest“ (2008) im Rheinischen Landesmuseum in Bonn hat Zeman den ihm zur Verfügung stehenden Raum mit einer Vielzahl von roten waagerechten und senkrechten fluoreszierenden Folienteilen beklebt, die eine sehr vitalisierende und energetisierende Wirkung haben. Gabriele Uelsberg, die Leiterin des Museums, meint: „Denn sich in einem gestalteten Raum von Achim Zeman zu bewegen, ist wie ein Ausflug in eine Welt voll Fantasie und Erlebnisfähigkeit, in der man sich haltlos auf Farbe einlassen und maßlos in Strukturen und optischen Illusionen verlieren kann.“

## Weitere Installationen

### Installationen anlässlich Internationaler Kunstmessen
- 2009: Rooms of Wonder – Over flow,[20] (Installation anlässlich der Art Fair in Toronto) Gladstone Hotel, Toronto, Kanada
- 2010: Insight on site,[3][4] (Installation anlässlich der Art Chicago), Chicago, USA
- 2011: Strud@l,[5] (Installation anlässlich der Art Toronto) Eingangshalle des Metro Convention Center, Toronto, Kanada
- 2013: Laylines – Passing through,[21] (Installation auf der Artfair), Köln, Deutschland

### Installationen im Öffentlichen Raum
- 2009: Fully Booked – Hotel Beethoven,[2] Moving Locations e.V., Bonn, Deutschland
- 2016: In Motion, Wandbild Weststraße,[22] Radevormwald, Deutschland
- 2016: Straight Forward, (Arbeitsphase von 2012–2016)[6] Concord Park Place, Toronto, Kanada

## Videographie (Auswahl)
- 2016: Straight Forward – Achim Zeman,[23] 01′ 49″ (über die Ausstellung in Toronto)
- 2012: Straight Forward – Achim Zeman,[24] 01′ 15″
- 2018: Achim Zeman: Laylines – Passing Through,[25] 00′ 40″

## Einzelausstellungen (Auswahl)
- 1996: Durcheinander, Simultanhalle, Köln, Deutschland (wegen Bild möglicherweise)
- 1998: Fluten,[26] Kunstmuseum Heidenheim, Deutschland
- 1998: Drunter und drüber,[27] Wilhelm-Hack-Museum, Ludwigshafen, Deutschland
- 1998: Träume – 15 Künstler arbeiten mit Papier,[28] Städtische Galerie Villa Zanders, Bergisch Gladbach, Deutschland
- 2001: Achim Zeman,[29] Galerie Witzel, Wiesbaden, Deutschland
- 2005: Schnittstellen,[30] Dortmunder Kunstverein, Dortmund, Deutschland
- 2006: Horizonte,[28]
- 2008: Sehfest,[31] Rheinisches Landesmuseum Bonn, Bonn, Deutschland
- 2010: Liquid,[32] Neonhalle für zeitgenössische Kunst, Portikus, Bochum, Deutschland
- 2013: Laylines,[33] Galerie Lausberg, Düsseldorf, Deutschland
- 2015: Fly high,[34] Kunstverein Oerlingshausen, Oerlingshausen, Deutschland
- 2018: in motion,[35] Galerie Lausberg, Düsseldorf, Deutschland
- 2022: Über Kreuz oder Quer,[36] Brühler Kunstverein, Deutschland

## Ausstellungsbeteiligungen (Auswahl)
- 1991: Calculi,[37] Neuer Berliner Kunstverein, Deutschland
- 1992: Das Diptychon in der neuen Kunst,[38] Museum Folkwang, Essen, Deutschland
- 1998: Träume – 15 Künstler arbeiten mit Papier,[28]Städtische Galerie Villa Zanders, Bergisch Gladbach, Deutschland
- 2000: Zeit–Räume – Acht Installationen zum Thema Zeit,[39] Villa Zanders, Bergisch Gladbach, Deutschland
- 2003: Farbecht – Echt Farbe,[40] Ludwig Forum für Internationale Kunst, Aachen, Deutschland
- 2004: Blau als Farbe,[41] Galerie Bernd A. Lausberg, Düsseldorf, Deutschland
- 2005: Kunstbad Keitum,[42] Art Galerie Scheel, Morsum, Sylt, Deutschland
- 2007: Anna Schuster – Achim Zeman: Lichtungen,[43] Neues Kunstforum Köln, Deutschland
- 2008: Gegenstandslos,[44] Gesellschaft für Kunst und Gestaltung, Bonn, Deutschland
- 2010: Beyond Painting – Lausberg Contemporary, Toronto,[45] Galerie Lausberg, Toronto, Kanada
- 2010: Landpartie – Eine Übersichtsausstellung des Westdeutschen Künstlerbundes,[46] Kunstmuseum Ahlen, Stadtmuseum Beckum und Museum Abtei Liesborn, Ahlen, Beckum, Liesborn, Deutschland
- 2011: The Ornamental Gesture,[47] Künstlerhaus Dortmund, Deutschland
- 2011: Winter Thaw,[48] Galerie Lausberg, Toronto, Kanada
- 2014: Das Bild einer Stadt,[49] Kunstverein Ellwangen, Deutschland
- 2018: Squares in Motion – Kinetische Kunst aus der Sammlung Marli Hoppe-Ritter,[50][51] Museum Ritter, Waldenbuch, Deutschland
- 2019: Dots, Points, Circles,[52] Claudia Weil Galerie, Friedberg, Deutschland
- 2021: Pure – Phänomene des Betrachtens,[53] Galerie Bernd A. Lausberg, Düsseldorf, Deutschland
- 2022: Tough Connections,[54] Neuer Kunstverein Aschaffenburg, Deutschland